# Христианство на Мальдивах
Христианство исповедуют небольшое число граждан Мальдивских островов — около 0,2 % от населения. Подавляющее большинство мальдивцев исповедуют ислам, он же считается национальной религией в этом государстве.
В последнее время христиане на Мальдивах подвергаются значительной дискриминации. По итогам исследования международной благотворительной христианской организации «Open Doors» за 2022 год, Мальдивы занимают 16-е место в списке стран, где чаще всего притесняют права христиан.

## История
Первые попытки проповедования христианства на Мальдивах были предприняты в 1839 году.
Мальдивские законы не позволяют своим гражданам придерживаться иных верований, кроме ислама; немусульмане не могут также стать гражданами Мальдив. Местные христиане, как и представители других запрещённых вероисповеданий, не могут открыто практиковать свою религию, находятся под давлением государства и подвергаются различным формам дискриминации, вплоть до арестов, пыток и высылки из страны. Под угрозой ареста запрещено прослушивание и христианских радиопроповедей на мальдивском языке, которые ведутся с Сейшельских Островов.
В домах христиан, по данным некоторых источников, могут проводиться внеплановые обыски, после которых верующих высылают с территории страны. Кроме того, известны случаи арестов местных жителей по обвинению в исповедовании христианства; в тюрьме они, возможно, подвергались пыткам. Несмотря на обвинения в дискриминации христиан (особенно со стороны Шри-Ланки на официальном уровне), мальдивское правительство отвергает любую информацию о нарушении прав верующих, в том числе информацию об арестах христиан, и заявляет, что подобные сведения являются заведомо ложными.